# Pristimantis dundeei
Pristimantis dundeei é uma espécie de anfíbio  da família Craugastoridae.	
Pode ser encontrada nos seguintes países: Bolívia e Brasil.	
Os seus habitats naturais são: florestas secas tropicais ou subtropicais e matagal húmido tropical ou subtropical.	
Está ameaçada por perda de habitat.	